# 线程局部存储
线程局部存储（英語：Thread-local storage，縮寫：TLS）是一种存储持续期（storage duration），对象的存储是在线程开始时分配，线程结束时回收，每个线程有该对象自己的实例。这种对象的链接性（linkage）可以是静态的也可是外部的。
TLS的一个例子是用全局变量errno表示错误号。这可能在多线程并发时产生同步错误。线程局部存储的errno是个解决办法。

## Windows的实现
每个进程都有一组标志，共TLS_MINIMUM_AVAILABLE(==64)个。每个标志可以被设为FREE或INUSE，表示该TLS元素是否正在使用。注意这组标志属进程所有。当系统创建一个线程的时候，会为该线程分配与线程关联的、属于线程自己的PVOID型数组（共有TLS_MINIMUM_AVAILBALE个元素），数组中的每个PVOID可以保存任意值。
Windows API函数TlsAlloc用于获取进程中一个未用的TLS slot index。然后将该标志从FREE改为INUSE，并返回该标志在位数组中的索引，通常将该索引保存在一个全局变量中，因为这个值会在整个进程范围内（而不是线程范围内）使用。
调用TlsSetValue(dwTlsIndex,pvTlsValue)将一个PVOID值放到线程的数组中dwTlsIndex指定的具体位置。
函数TlsGetValue与TlsSetValue用于通过TLS slot index读写一个线程局部存储变量所指向的内存块。函数TlsFree用于释放TLS slot index。
在Win32线程信息块的FS:[0x2C]地址处，存放的是线程局部存储表的地址。每个线程用它自己的线程局部存储表的拷贝。TlsAlloc返回表中一个未使用的索引。因此每个线程可以用TlsSetValue(index)设置线程局部存储值，用TlsGetValue(index)获取线程局部存储值。
Windows可执行程序也可以定义一个节（section），映射到进程每个线程的不同的内存分页。这种节只定义在主程序里，动态链接库（DLL）不应该包含这种节因为不会被LoadLibrary函数在加载时初始化。
对于Windows系统来说，全局变量或静态变量会被放到".data"或".bss"段中，但当使用__declspec(thread)定义一个线程私有变量的时候，编译器会把这些变量放到PE文件的".tls"段中。当系统启动一个新的线程时，它会从进程的堆中分配一块足够大小的空间，然后把".tls"段中的内容复制到这块空间中，于是每个线程都有自己独立的一个".tls"副本。所以对于用__declspec(thread)定义的同一个变量，它们在不同线程中的地址都是不一样的。对于一个TLS变量来说，它有可能是一个C++的全局对象，那么每个线程在启动时不仅仅是复制".tls"的内容那么简单，还需要把这些TLS对象初始化，必须逐个地调用它们的全局构造函数，而且当线程退出时，还要逐个地将它们析构，正如普通的全局对象在进程启动和退出时都要构造、析构一样。Windows PE文件的结构中有个叫数据目录的结构。它总共有16个元素，其中有一元素下标为IMAGE_DIRECT_ENTRY_TLS，这个元素中保存的地址和长度就是TLS表（IMAGE_TLS_DIRECTORY结构）的地址和长度。TLS表中保存了所有TLS变量的构造函数和析构函数的地址，Windows系统就是根据TLS表中的内容，在每次线程启动或退出时对TLS变量进行构造和析构。TLS表本身往往位于PE文件的".rdata"段中。

## Pthreads的实现
Pthreads API定义了线程特定的数据。
函数pthread_key_create与pthread_key_delete创建与删除一个键，用于线程特定的数据。键的类型被称为pthread_key_t。键可以被所有线程看到。在每个线程，键可以用pthread_setspecific函数关联到线程特定的数据。数据可以随后用pthread_getspecific函数获取。

## 特定于语言的实现

### C and C++
C11的关键字_Thread_local用于定义线程局部变量。在头文件<threads.h>定义了thread_local为上述关键词的同义。例如：
```
#include
 
<threads.h>

thread_local
 
int
 
foo
 
=
 
0
;

```

C++11引入了thread_local关键字用于下述情形： 
- 命名空间(全局)变量
- 文件静态变量
- 函数静态变量
- 静态成员变量

此外，不同编译器提供了各自的方法声明线程局部变量：
- Solaris Studio C/C++, IBM XL C/C++,[3] GNU C,[4] Clang[5]与Intel C++ Compiler (Linux平台)[6]使用语法： 
__thread int number;
- Visual C++,[7] Intel C/C++ (Windows systems),[8] C++Builder, 与Digital Mars C++ 使用语法：
__declspec(thread) int number;
- C++Builder也可以使用语法： 
int __thread number;

Windows的版本早于Vista与Server 2008, __declspec(thread)对于DLL只用于DLL被可执行程序绑定静态加载，在LoadLibrary()函数动态加载DLL将报告protection fault或data corruption。

### Java
Java语言中，线程局部变量使用ThreadLocal类对象表示。ThreadLocal保持了变量的类型T，可以通过get/set方法访问。例如，ThreadLocal保持了Integer值：
```
private
 
static
 
final
 
ThreadLocal
<
Integer
>
 
myThreadLocalInteger
 
=
 
new
 
ThreadLocal
<
Integer
>
();

```

Oracle/OpenJDK使用操作系统线程以避免性能代价。

### .NET 语言: C# 与Visual Basic.Net
.NET Framework语言，静态域可标记ThreadStatic attribute （页面存档备份，存于）:
```
class
 
FooBar
 
{

   
[ThreadStatic]
 
static
 
int
 
foo
;

}

```

.NET 4.0，System.Threading.ThreadLocal<T> （页面存档备份，存于）可用于分配与惰性装入线程局部变量。
```
class
 
FooBar
 
{

   
private
 
static
 
System
.
Threading
.
ThreadLocal
<
int
>
 
foo
;

}

```

Also an API
is available for dynamically allocating thread-local variables.

### Python
Python语言从版本2.4开始，threading模块的local类可用于创建线程局部存储：
```
import
 
threading

mydata
 
=
 
threading
.
local
()

mydata
.
x
 
=
 
1

```

### Ruby
Ruby语言能创建/访问线程局部变量使用[]=/[]方法:
```
Thread
.
current
[
:user_id
]
 
=
 
1

```